# Esferocobaltita
La esferocobaltita es un mineral de la clase de los minerales carbonatos y nitratos, y dentro de esta pertenece al llamado “grupo de la calcita”. Fue descubierta en 1877 en una mina en los Montes Metálicos, en el estado de Sajonia (Alemania), siendo nombrada así del griego sphaira -esférico- y cobalto, en alusión a su hábito y composición. Sinónimos que deben ser evitados son esfaerocobaltita o cobaltocalcita.

## Características químicas
Es un carbonato anhidro de cobalto. El grupo de la calcita al que pertenece son minerales carbonatos o nitratos con cationes relativamente pequeños.
Además de los elementos de su fórmula, suele llevar como impurezas: calcio, níquel, hierro y oxígeno.

## Formación y yacimientos
Aparece en vetas de minerales del cobalto y níquel alteradas, siendo un raro mineral accesorio en yacimientos hidrotermales.
Suele encontrarse asociado a otros minerales como: roselita, eritrina, annabergita, calcita cobáltica o dolomita cobáltica.

## Usos
Es una importante mena del elementos cobalto.